# Blood Is My Trademark
 Blood Is My Trademark ist das zweite Album der deutschen Hard-Rock-Band Blood God.

## Hintergrund
Das Album erschien am 15. August 2014 bei Massacre Records als CD sowie als LP. Es wurde aufgenommen und gemixt von Dennis Ward. Die Musiker treten unter den Pseudonymen „Mr. Debauchery“ (Bandgründer Thomas Gurrath), „Mr. Kill“, „Mr. Death“ und „Mr. Blood“ auf.

## Covergestaltung
Das dunkel gehaltene Cover wurde von Adrian Smith gestaltet. Es zeigt in der Mitte einen Monsterkopf mit einer stacheligen Rossstirn und Zaumzeug. Der Albumtitel läuft am oberen Bildrand über die komplette Breite, links unten findet sich der rot gehaltene Schriftzug der Band.

## Titelliste
| #  | Titel                           | Länge |
| -- | ------------------------------- | ----- |
| 1  | Slaughterman                    | 6:22  |
| 2  | Monstermaker                    | 6:16  |
| 3  | Defenders of the Throne of Fire | 4:43  |
| 4  | Warhordes from the Underworld   | 4:40  |
| 5  | Carnager                        | 4:32  |
| 6  | Sexy Music for Sexy People      | 3:41  |
| 7  | Blood Is My Trademark           | 4:49  |
| 8  | World of Blood Gods             | 6:43  |
| 9  | Mr. Kill                        | 4:38  |
| 10 | Dragonbeasts Are Rising         | 7:30  |

## Musikalische Aspekte
Stilistisch beschrieb Rock-Hard-Redakteurin Alexandra Michels das Album als „Heavy Rock statt Todesblei“, der „inspiriert von Dinosauriern wie Maiden, AC/DC und Accept“ sei. Ähnlich formulierte es Colin Büttner von Metal.de. Das Album stehe „ganz im Zeichen des klassischen Hard Rock australischer Prägung“ á la AC/DC, und wenn man „noch eine Prise Accept hinzu addiert“, bekäme man „auch ohne große Umschreibungen einen guten Eindruck von der gebotenen Musik“, schrieb er.

## Rezensionen
Alexandra Michels vom Rock Hard betonte in ihrer 6,5-Punkte-Besprechung in Ausgabe 328 „Gurraths überraschend variablem Gesang“ und notierte „einige richtig coolen Mitgeh-Nummern“, fand aber auch, dass es „vielen Songs schlicht an Abwechslung“ fehle. Der Metal.de-Rezensent Colin Büttner sah „unter dem Strich [...] ein abwechslungsreiches Album“, das „natürlich nicht“ an „die Qualität von Bands wie AC/DC oder Airbourne (Band)“ herankomme, aber dafür Spaß mache. Ben Foitzik vom Metal Hammer hingegen enthielt sich in seiner Besprechung kritischer Betrachtungen und konstatierte, das „hier bei keiner Nummer Langeweile“ aufkomme, „da Blood God immer wieder geschickt das Tempo variieren“ würden.